# Борецкий, Юрий Александрович
Ю́рий Алекса́ндрович Боре́цкий (2 марта 1935, Киев — 19 декабря 2003) — советский и российский режиссёр, актёр. Как кинорежиссёр снимал главным образом фильмы на материале истории СССР.

## Биография
Юрий Борецкий родился 2 марта 1935 года в Киеве.
В 1953—1955 годах учился на театроведческом факультете Государственного института театрального искусства имени А. В. Луначарского (ГИТИС), в 1959 году окончил актёрский факультет Театрального училища имени М. С. Щепкина.
Служил актёром в Челябинском драматическом театре имени С. М. Цвиллинга (1959—1961, 1964—1966), Московском драматическом театре имени Н. В. Гоголя (1961—1964), Московском областном драматическом театре имени А. Н. Островского (1966—1968).
В 1970 году окончил режиссёрский факультет Высших курсов сценаристов и режиссёров.
В 1976 году снял фильм «Моя любовь на третьем курсе», в котором впервые прозвучала песня Александры Пахмутовой и Николая Добронравова «Как молоды мы были» в исполнении Александра Градского.
Стал широко известен в 1983 году после выхода фильма «Непобедимый» по сценарию Павла Лунгина с Андреем Ростоцким в главной роли. Популярность фильма в прокате (фильм посмотрело 29 млн зрителей) способствовала росту популярности самбо в СССР.
Дружил с братьями Стругацкими, неоднократно предпринимал попытки снять фильм на основе их произведений.
Известен инцидентом, связанным с травмой актрисы Натальи Вавиловой на съёмках фильма «Николай Подвойский» в 1987 году. Беременная в это время Вавилова была сброшена лошадью, серьёзно повредила позвоночник и впоследствии потеряла ребёнка. Её попросили «никому не говорить», обещали ждать для съёмок до выздоровления, но через два дня взяли на её роль другую актрису. Наталья Вавилова, снявшись ещё в нескольких фильмах, полностью прекратила актёрскую карьеру. После этого случая Вавилова никогда больше не смогла забеременеть.
Умер 19 декабря 2003 года в своей квартире на Никитском бульваре. Похоронен на Кончаловском кладбище в Обнинске вместе со своей матерью и отчимом.

### Семья
Мать — Галина Александровна Табулевич (20 апреля 1912 — 19 декабря 1987), заслуженный учитель школы РСФСР (1953). Директор обнинской школы № 1 (1949—1960).
Отчим — Иосиф Титович Табулевич (1906—1994), советский хозяйственный деятель.
Первая жена — Светлана Коркошко (род. 1943), актриса. Свадьба, которая окончилась скорым разводом, прошла в Обнинске, где жили мать и отчим Юрия Борецкого.
Вторая жена — Алина Дмитриевна Борецкая (14 марта 1944 — 18 августа 2019) — советский режиссёр, актриса.
Сын — Олег Борецкий (29 декабря 1963 — 7 июня 2020) — советский и российский режиссёр, продюсер, актёр.
Внук — Илья Олегович Борецкий (род. 1996) - маркетинговый директор Adsgram

## Театральные работы
- Треплев («Чайка» Антона Чехова)

## Фильмография
- 1968 — Берёзовая быль (короткометражный) — актёр
- 1969 — Фронт за околицей (короткометражный) — режиссёр
- 1971 — Офицер запаса — режиссёр
- 1972 — Сюда прилетают лебеди — режиссёр
- 1973 — Водопад — режиссёр
- 1971 — Красная метель — актёр (эпизод, нет в титрах)
- 1975 — Чёрный караван — режиссёр, актёр
- 1976 — Моя любовь на третьем курсе — режиссёр, актёр
- 1980 — Жизнь моя — армия — режиссёр
- 1981 — Оленья охота — режиссёр, актёр
- 1983 — Непобедимый — режиссёр
- 1985 — Господин гимназист — режиссёр
- 1987 — Николай Подвойский — режиссёр
- 1991 — Призраки зелёной комнаты — режиссёр